# Daihinibaenetes arizonensis
Daihinibaenetes arizonensis is een rechtvleugelig insect uit de familie grottensprinkhanen (Rhaphidophoridae). De wetenschappelijke naam van deze soort is voor het eerst geldig gepubliceerd in 1947 door Tinkham.
1. ↑  (en) Daihinibaenetes arizonensis op de IUCN Red List of Threatened Species.